# 佛得角
佛得角共和国（葡萄牙語：República de Cabo Verde），通称佛得角（葡萄牙語：Cabo Verde），是位於非洲西岸的大西洋島國。它横跨大西洋中部的10个火山岛，距离西非海岸线570公里。獨立前是葡萄牙的殖民地，国名“佛得角”在葡萄牙语意为“绿角”。人口约54万（2018年），其中接近四分之一的人口居住在首都普拉亚。佛得角於1975年独立後，政治經濟發展穩定，人均收入和生活质量位居非洲前列，2007年起已脫離最低度開發國家，被列入中等收入国家。

## 歷史
當葡萄牙人在1456年到達之前，維德角群島尚無人居住，之後，維德角群島成為葡萄牙的一部份。由於該群島位於非洲外海，維德角群島成了重要的港口，也成了重要的奴隸貿易中心。
1975年，在几内亚和維德角非洲独立党的推动下，維德角獲得獨立。獨立之後，幾内亞和維德角非洲獨立黨試圖將幾內亞比索與維德角合併成為單一國家，但是1980年在幾內亞比索發生的一場政變使得這個計劃中止。之後，維德角非洲独立党一直控制維德角到1991年的選舉為止。2001年維德角非洲獨立黨在選舉後再度執政。

## 政治
佛得角是一個穩定的半總統制代議制民主共和國。根據V-Dem民主指數，2023年維德角被評為非洲最民主的國家，在世界排名第45位。
維德角憲法於1980年通過，並於1992年、1995年和1999年修訂，規定了政府的基本原則。總統是國家元首，由人民選舉產生，任期五年。
在1975至1981年问，佛得角一直由几内亚和佛得角非洲独立党统治，1981年几内亚和佛得角非洲独立党总书记阿里斯蒂德斯·马里亚·佩雷拉另立佛得角非洲独立党，结束了佛得角与几内亚比绍两国一党的独特政治局面。
1990年9月，在国内外压力下，佛得角开放了政治制度，采用多党制。1991年1月13日，举行了首次多党选举，爭取民主運動在选举中击败佛得角非洲独立党，组建了新的政府。現今爭取民主運動與佛得角非洲独立党並列該國兩大主要政黨。
与大部分非洲国家相比，佛得角政局较为稳定，独立后一直沒有发生过重大政治冲突。

## 外交
佛得角政府一贯秉承中立、不结盟外交政策。
冷战时期，佛得角曾奉行亲东方外交，与苏联、古巴关系紧密。1992年后，佛得角改行多元化外交，在团结非洲各国的基础上，更重视与美国、西欧（特别是前宗主国葡萄牙）加强关系。
至2019年4月，佛得角已与144个国家建立了外交关系。

## 地理

維德角地形圖

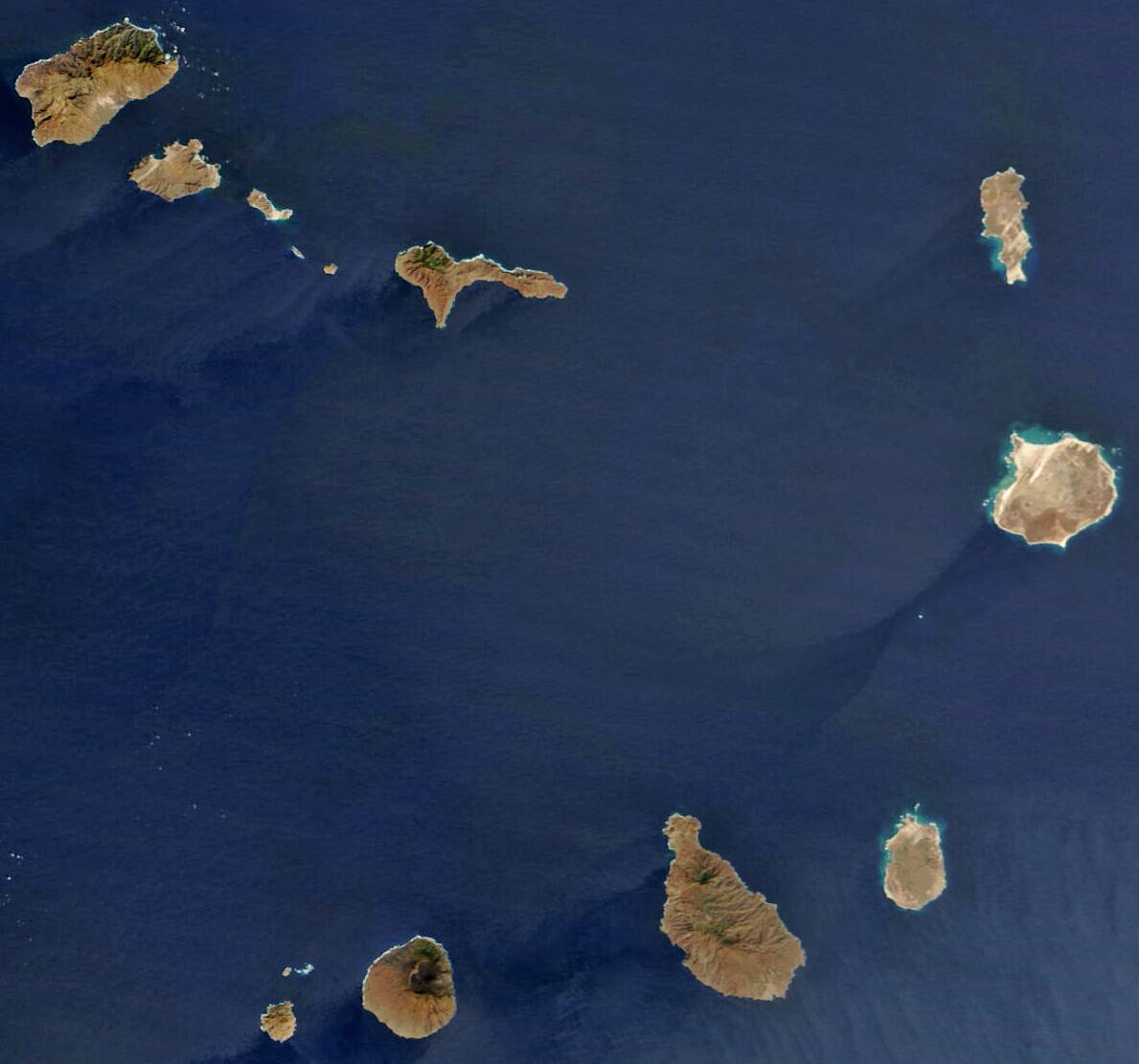
維德角衛星影像，攝於2002年12月

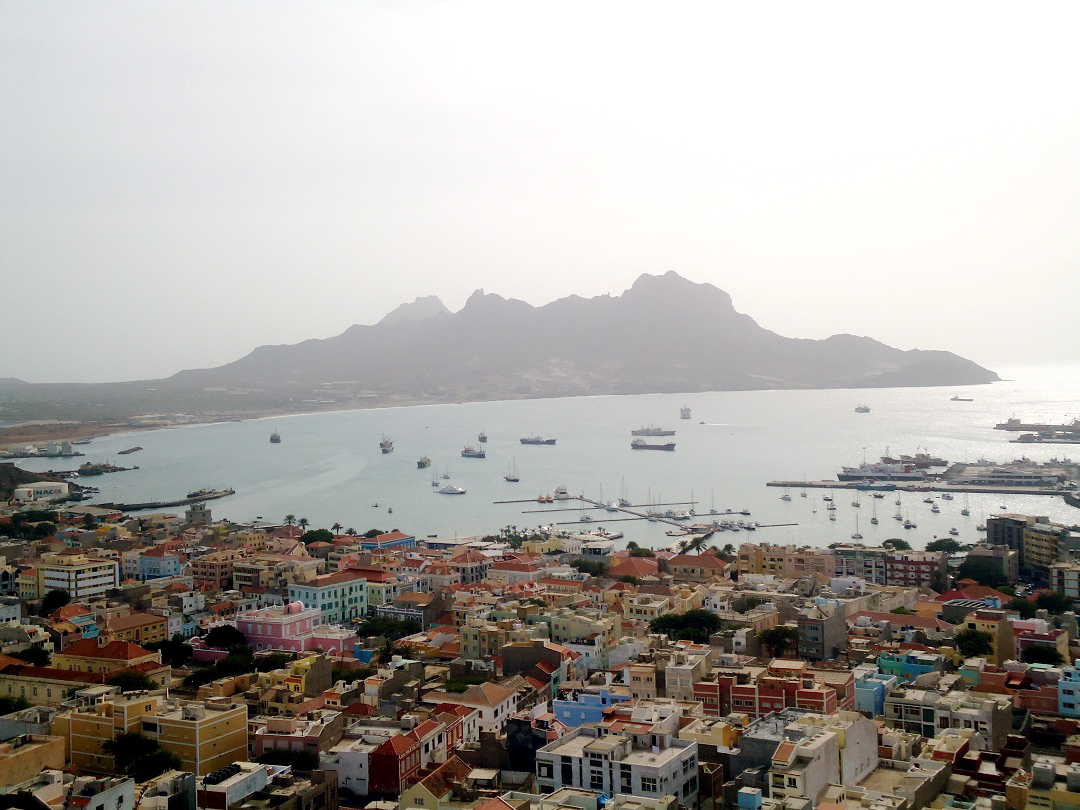
聖維森特島

### 位置与范围
佛得角位于大西洋中部，北纬17°至15°，西经22 °至25 °之间，距非洲大陆最西端塞内加尔的佛得角半岛约455公里，地扼美、非、欧3洲海上交通要冲。在1869年埃及苏伊士运河开通前，它是从欧洲绕道非洲前往亚洲的海上航线必经之地。目前仍是各洲远洋船只及大型飞机过往的补给站，被称为连接“各大洲的十字路口”。
佛得角主要由10个岛和8个小岛组成，可分为两部分：位于北部的向风群岛和南部的背风群岛。
- 向风群岛
  - 圣安唐岛
  - 圣维森特岛
  - 圣卢西亚岛
  - 圣尼古劳岛
  - 博阿维斯塔岛
  - 萨尔岛
- 背风群岛
  - 圣地亚哥岛
  - 马约岛
  - 福古岛
  - 布拉瓦岛

這些島嶼中，只有圣卢西亚岛是無人居住的島嶼，現在是一個自然保護區。首都普拉亚位於圣地亚哥岛上。
小離島有布朗古（葡萄牙語：Branco）、哈蘇（葡萄牙語：Razo）等等。

### 地形
維德角的島嶼主要由火成岩組成，火山結構和火山碎屑佔群島總體積的大部分。群島東側的三個島嶼：薩爾島、博阿維斯塔島和馬尤島，地形較為平坦、多沙且乾燥；其餘地區一般岩石較多，植被也較多。
維德角全境最高點為海拔2,829公尺的福古火山，也是該國唯一的活火山。

### 气候
佛得角地處熱帶，屬沙漠氣候，全年炎熱乾燥，水源匱乏，降水量很少。常年受副熱帶高壓及信風帶控制，西岸加那利寒流降温降湿，形成热带沙漠气候，因為靠近海洋，所以年溫差不大，全年气温维持在25摄氏度左右。佛得角主要有两个季节：雨季为8月到10月，旱季为12月到次年6月。降水集中于9月，易发生旱灾。
| 佛得角                             | 佛得角      | 佛得角      | 佛得角      | 佛得角      | 佛得角      | 佛得角       | 佛得角       | 佛得角      | 佛得角      | 佛得角      | 佛得角      | 佛得角      | 佛得角       |
| 月份                               | 1月         | 2月         | 3月         | 4月         | 5月         | 6月          | 7月          | 8月         | 9月         | 10月        | 11月        | 12月        | 全年         |
| ---------------------------------- | ----------- | ----------- | ----------- | ----------- | ----------- | ------------ | ------------ | ----------- | ----------- | ----------- | ----------- | ----------- | ------------ |
| 历史最高温 °C（°F）                | 33.0 (91.4) | 36.7 (98.1) | 35.2 (95.4) | 36.0 (96.8) | 36.4 (97.5) | 40.0 (104.0) | 40.0 (104.0) | 34.9 (94.8) | 35.0 (95.0) | 37.0 (98.6) | 36.9 (98.4) | 33.2 (91.8) | 40.0 (104.0) |
| 平均高温 °C（°F）                  | 26.1 (79.0) | 26.2 (79.2) | 27.4 (81.3) | 27.7 (81.9) | 28.9 (84.0) | 29.4 (84.9)  | 29.7 (85.5)  | 30.6 (87.1) | 30.5 (86.9) | 30.7 (87.3) | 29.4 (84.9) | 27.6 (81.7) | 28.7 (83.6)  |
| 日均气温 °C（°F）                  | 22 (72)     | 22 (72)     | 22 (72)     | 23 (73)     | 24 (75)     | 24 (75)      | 25 (77)      | 26 (79)     | 26 (79)     | 26 (79)     | 25 (77)     | 23 (73)     | 24 (75)      |
| 平均低温 °C（°F）                  | 19.7 (67.5) | 19.2 (66.6) | 19.4 (66.9) | 20.2 (68.4) | 21.1 (70.0) | 21.9 (71.4)  | 23.3 (73.9)  | 24.3 (75.7) | 24.4 (75.9) | 24.1 (75.4) | 22.8 (73.0) | 21.4 (70.5) | 21.8 (71.3)  |
| 历史最低温 °C（°F）                | 10.0 (50.0) | 10.2 (50.4) | 10.0 (50.0) | 14.0 (57.2) | 10.7 (51.3) | 14.1 (57.4)  | 11.0 (51.8)  | 16.0 (60.8) | 18.0 (64.4) | 19.4 (66.9) | 16.4 (61.5) | 16.0 (60.8) | 10.0 (50.0)  |
| 平均降水量 mm（）                  | 3 (0.1)     | 7 (0.3)     | 5 (0.2)     | 5 (0.2)     | 0 (0)       | 3 (0.1)      | 5 (0.2)      | 15 (0.6)    | 14 (0.6)    | 16 (0.6)    | 7 (0.3)     | 10 (0.4)    | 90 (3.6)     |
| 平均相對濕度（％）                 | 61          | 58          | 57          | 56          | 57          | 61           | 67           | 50          | 47          | 67          | 64          | 63          | 59           |
| 月均日照時數                       | 310.0       | 214.5       | 280.0       | 330.0       | 341.0       | 300.0        | 279.0        | 250.0       | 295.0       | 279.0       | 300.0       | 279.0       | 3,457.5      |
| 来源1：Weatherbase.com、Met Office |             |             |             |             |             |              |              |             |             |             |             |             |              |
| 来源2：Voodoo Skies                |             |             |             |             |             |              |              |             |             |             |             |             |              |

## 行政區劃

佛得角行政区划

維德角劃分為22個縣、32個堂區（freguesias）。

### 向风群岛
| 岛屿         | 县                 |
| 圣安唐岛     | 大里貝拉縣         |
| 圣安唐岛     | 保爾縣             |
| 圣安唐岛     | 波多諾伏縣         |
| 圣维森特岛   | 聖維森特縣         |
| 聖盧西亞島   | 聖維森特縣         |
| 圣尼古拉岛   | 里貝拉布拉瓦縣     |
| 圣尼古拉岛   | 聖尼古勞塔拉法爾縣 |
| 萨尔岛       | 薩爾縣             |
| 博阿维斯塔岛 | 博阿維斯塔島縣     |

### 背风群岛
| 岛屿       | 县                 |
| 馬約島     | 馬約島縣           |
| 圣地亚哥岛 | 普拉亞縣           |
| 圣地亚哥岛 | 聖多明戈斯縣       |
| 圣地亚哥岛 | 聖卡塔琳娜縣       |
| 圣地亚哥岛 | 聖薩爾瓦多蒙多縣   |
| 圣地亚哥岛 | 聖克魯斯縣         |
| 圣地亚哥岛 | 聖洛倫索縣         |
| 圣地亚哥岛 | 聖地亞哥大里貝拉縣 |
| 圣地亚哥岛 | 聖米格爾縣         |
| 圣地亚哥岛 | 塔拉法爾縣         |
| 福古岛     | 圣菲利普县         |
| 福古岛     | 福戈聖卡塔琳娜縣   |
| 福古岛     | 莫斯特羅縣         |
| 布拉瓦岛   | 布拉瓦島縣         |

## 人口
大部份維德角的居民都是白人殖民者與黑人混血的後裔。住在境外的維德角人人數比境內還多，其中重要的維德角人移民社區分佈在美國（264,900人）、葡萄牙（80,000人）、安哥拉（45,000人）等。此外，在聖多美和普林西比、塞內加爾、法國與荷蘭也都有許多維德角人。

### 語言
葡萄牙語是佛得角官方語言，也是教學和政府語言。除此之外還有本地方言和葡萄牙語融合而產生的佛得角克里奧爾語在佛得角全境通俗使用，幾乎是所有佛得角人的母語。維德角憲法要求採取措施使其與葡萄牙語享有同等地位。

### 宗教
93%佛德角人是天主教徒，5%人口是新教徒。其他宗教團體包括基督復臨安息日會、耶穌基督後期聖徒教會（摩門教）、上帝召會、上帝王國的普世教會、新使徒教會以及其他各種五旬節派和福音派團體。還有小型巴哈伊社區和小型穆斯林社區。無神論者的人數估計不到總人口的1%。

### 城市
位於聖地牙哥島的培亞為維德角首都及最大城及行政、工業、軍事中心、位於聖維森特島的第二大城明德盧則通過其在音樂、藝術和教育方面的成就，被視為維德角的文化首都。
其餘人口逾萬人的城市包括埃斯帕戈斯（薩爾島）、阿索馬達（聖地牙哥島）、塔拉法爾（聖地牙哥島）、波多諾伏（聖安唐島）、薩爾雷（博阿維斯塔島）、聖菲利佩（福古島）。

## 經濟

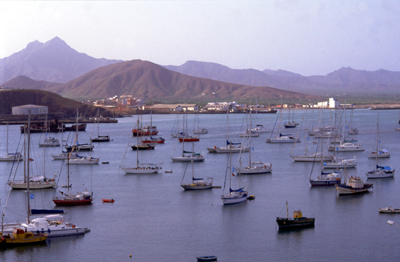
遊艇觀光業

佛得角缺乏天然資源，但由於人口少，政治稳定，單靠旅遊業，已足以成為非常安逸的國家，生活水準也位居非洲各国前列。除了旅游业外，佛得角主要经济来源还有海外侨民汇款、农业、航運業等。佛得角位於亞洲、非洲、歐洲、美洲之間的海上交通要道，且有許多港口，因此航運業十分發達，各國船舶、飛機多在此經過，並在該國加油和補充補給，使佛得角從此賺取不少外匯。
佛得角的第一大贸易伙伴为葡萄牙，其他主要贸易伙伴有欧盟、美国、巴西和中国。
2008年7月23日，佛得角正式加入世界贸易组织，成为该组织第153号成员。

## 文化
佛得角的社会和文化特征跟葡萄牙乡村的特征有点类似。典型的社会交往和娱乐是足球和教会活动。在市镇广场上走动会见朋友是佛得角市镇里的传统活动。

### 教育

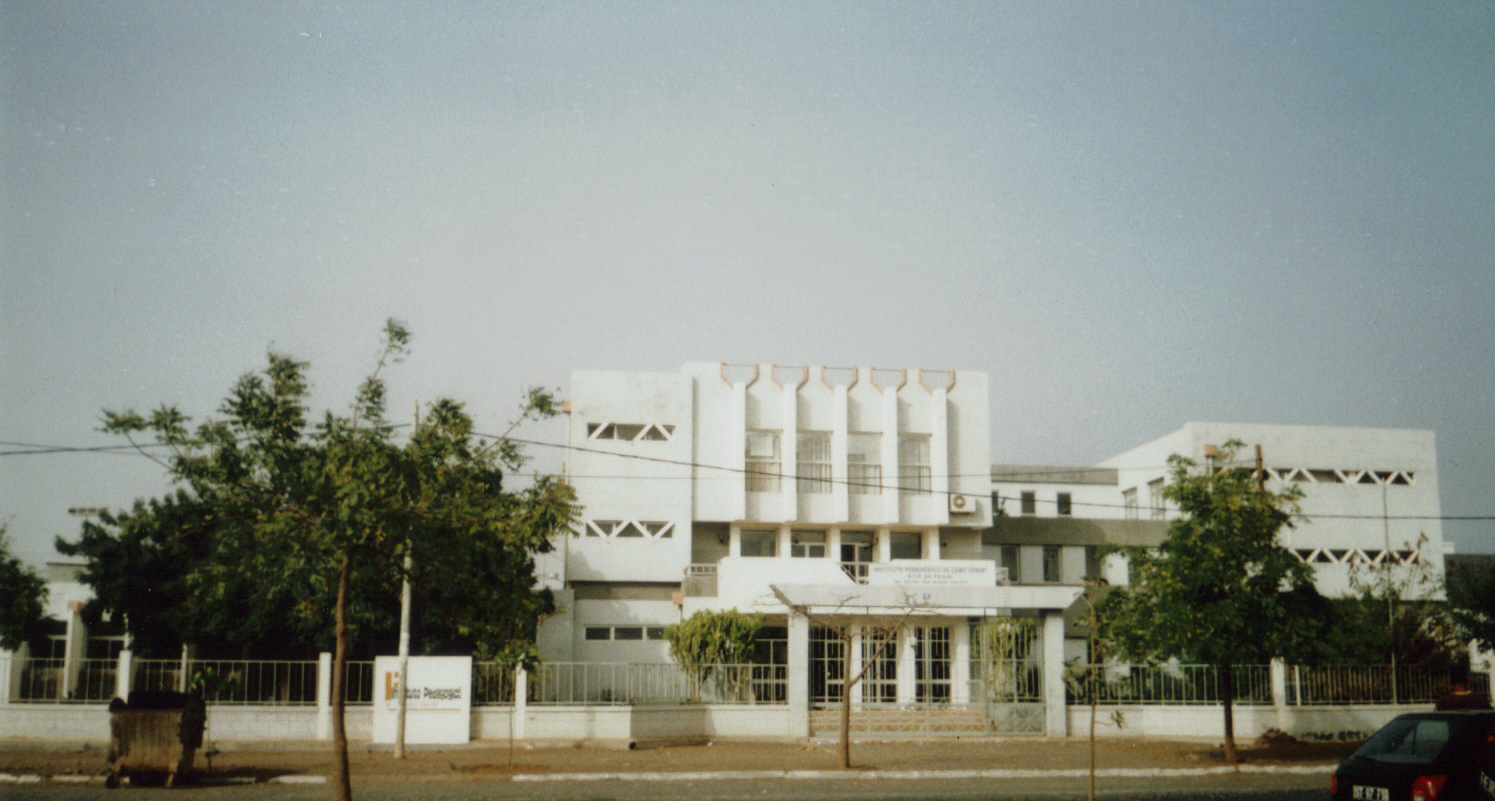
維德角師範大學

佛得角擁有非洲最穩定的教育體系之一，2020年教育经费占国家财政预算的16.5%。1-8年级实行义务教育。95%的学生可以完成小学教育，中学入学率为92.7%。15岁以上能读写人口达97.1%。
佛得角大学是唯一公立大学，另有私立大学9所。

### 媒体
在电网覆盖的市镇里电视机可接收到两个频道。

### 音乐

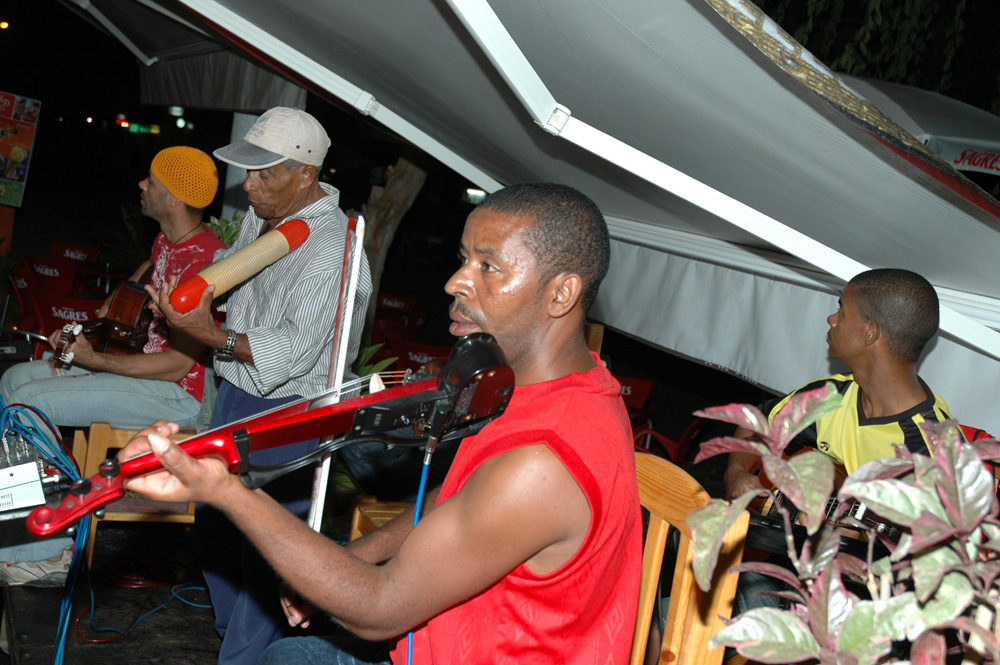
一家正在演奏莫尔纳 (音乐)音乐的乐队

佛得角音乐融合着“非洲、卢西塔尼亚和巴西的影响”。佛得角典型的民族音乐是莫尔纳，一种用佛得角克里奥尔语演唱的忧伤和抒情的歌曲形式。在世界上著名的佛得角歌手有伊尔多·洛博、尼爾森·弗雷塔斯和切萨里亚·埃沃拉，他们的歌曲已成为这个国家及其文化的标志物。

### 狂歡節

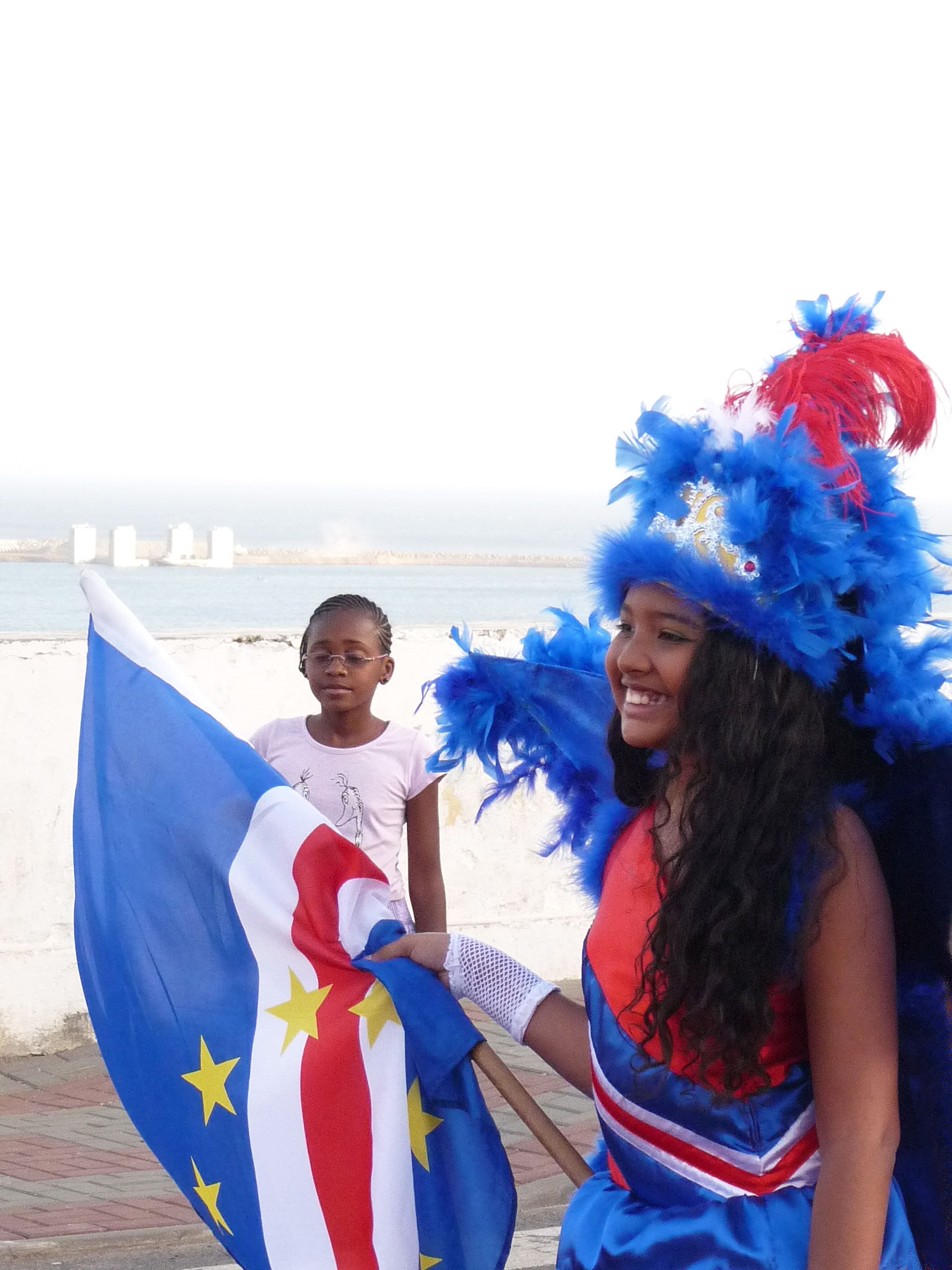
維德角狂歡節上的孩童

維德角的狂歡節傳統由葡萄牙定居者引入，群島的九個有人居住的島嶼上都會舉行慶祝活動，其中規模最大的為聖維森特省的明德盧嘉年華會。

### 體育
佛得角最成功的體育隊是佛得角男子國家籃球隊，該隊於2007年非洲籃球錦標賽獲得季軍，並於2023年首次取得世界盃籃球賽參賽資格。
佛得角國家足球隊，綽號「Tubarões Azuis」（藍鯊），曾參加四屆非洲國家盃，分別於2013年、2015年、2021年和2023年。
除球類運動外，佛得角四面環海，水上運動興盛，較受歡迎者包括「波浪航行」（wave sailing，一種帆板運動）和風箏衝浪。

### 飲食
維德角的飲食主要以魚類和玉米、米等主食為主，其烹飪方式深受葡萄牙、南歐、西歐和西非的影響。
卡蔬巴（Cachupa）被認為是佛得角的国菜，為一种炖菜，材料有玉米、各种豆类、红薯、南瓜同鱼和肉一起炖煮。
國民飲料為格羅格酒（Grogue），為一種甘蔗製成的蒸餾酒。

## 交通
佛得角全国各岛内港口和公路等运输设施较完备。

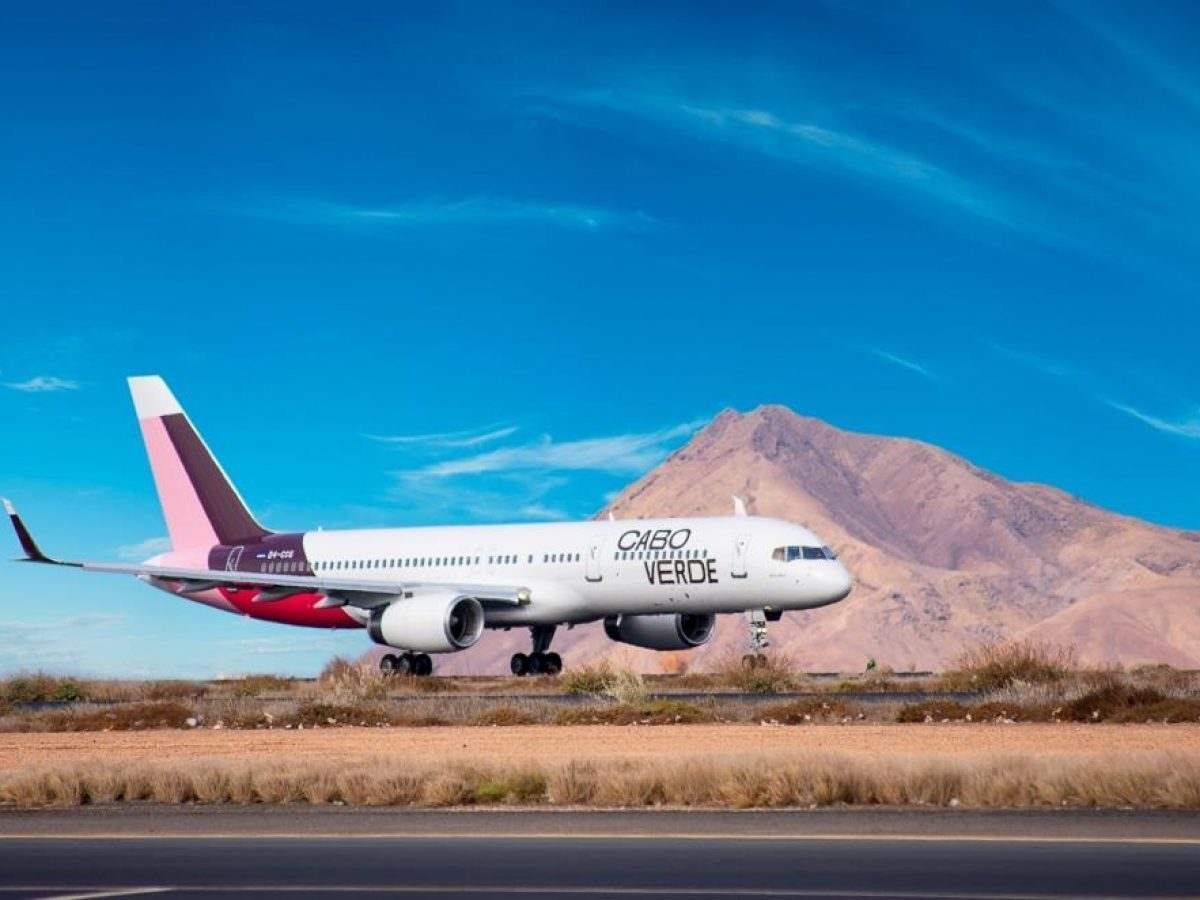
佛得角航空客機，於萨尔岛阿米爾卡·加布拉爾國際機場

2018年，佛得角公路总长为2285公里，主要是石块路。有各种机动车辆约80000辆。
全国共有9个机场。萨尔岛的阿米爾卡·加布拉爾國際機場可供起降波音747客机，年客流量30万人次。首都納爾遜·曼德拉國際機場及博阿維斯塔島上的阿里斯蒂德斯·佩雷拉國際機場分别于2005年11月和2007年10月建成并投入使用。
佛得角航空公司辟有通往欧洲、非洲大陆、巴西和美国的国际航线，葡萄牙等欧洲国家航空公司和包机公司有飞往佛得角的航班。2017年，佛得角航空旅客共计265万人次，同比去年增长19.6%。
全国共有港口8个，最大港口为位於明德卢的大港（Porto Grande）。2005年底，政府开始扩建普拉亚港。2007年佛全国各港口的集装箱吞吐量为50362个标准集装箱，较2006年增长7%。
佛得角亦有通往葡萄牙、西班牙、北欧、巴西和非洲大陆的班轮。